# Consolatrice des Affligés
 (août 2024).
Si vous disposez d'ouvrages ou d'articles de référence ou si vous connaissez des sites web de qualité traitant du thème abordé ici, merci de compléter l'article en donnant les références utiles à sa vérifiabilité et en les liant à la section « Notes et références ».

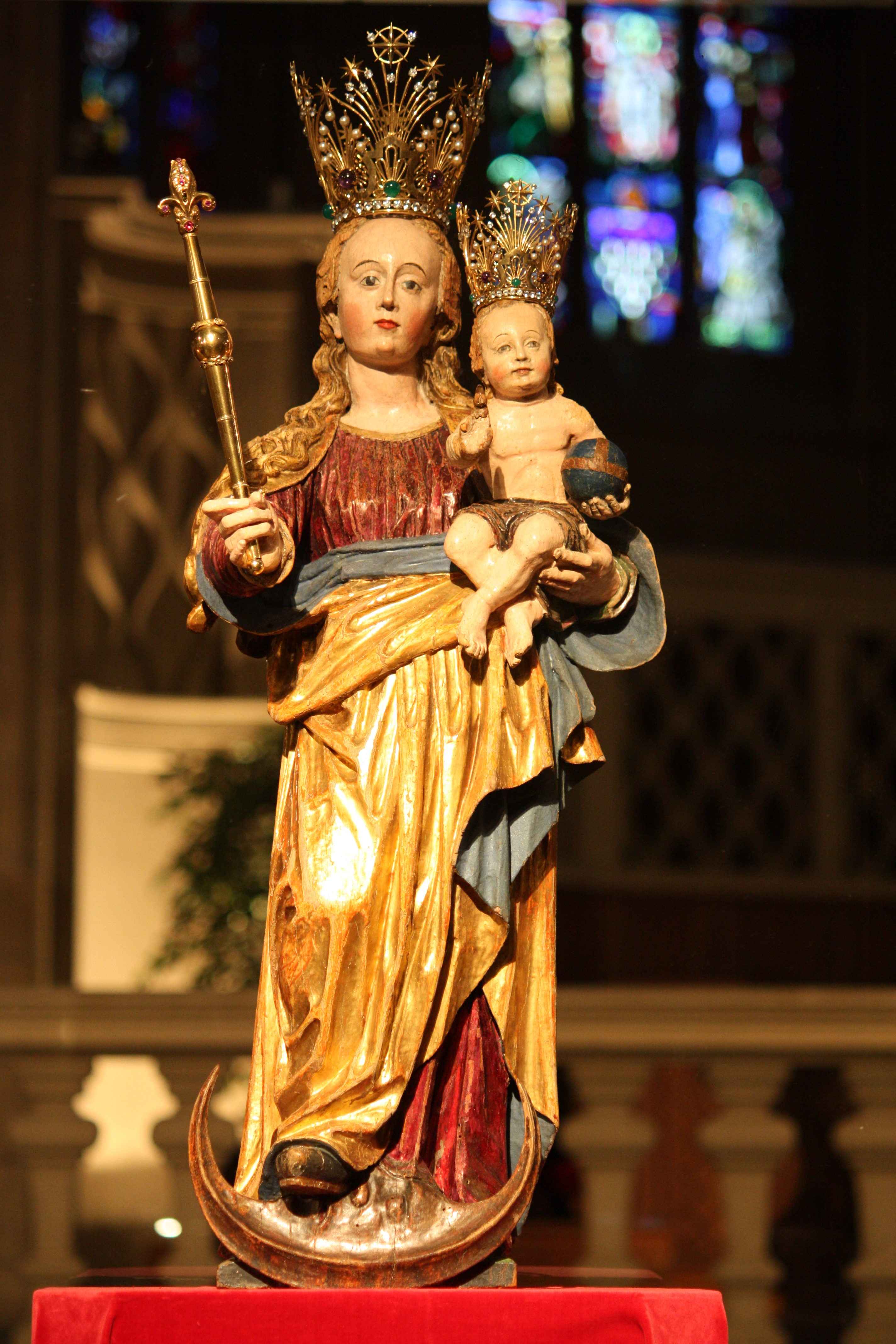
La Consolatrice des Affligés de la cathédrale de Luxembourg.

Consolatrice des Affligés (en latin Consolatrix Afflictorum), ou Notre-Dame de la Consolation est un des nombreux vocables de la Vierge Marie, Mère de Dieu. Il fait partie des titres mariaux par lesquels la mère du Christ est invoquée dans la prière litanique qui porte son nom. 
Au XVIIe siècle une dévotion particulière s’est développée envers Marie Consolatrice-des-Affligés dans l’église du collège des Jésuites de Luxembourg (aujourd’hui cathédrale de Luxembourg) et s’est répandue dans la région avoisinante (le duché de Luxembourg et diocèse de Trèves). Un pèlerinage marial annuel à Notre-Dame, Consolatrice-des-Affligés y est toujours organisé, durant le mois de mai.  
Dans le calendrier liturgique romain, la fête de Marie Consolatrice des Affligés a lieu chaque quatrième samedi suivant le dimanche de Pâques.

## Théologie
Le thème de la « Consolation » est déjà présent dans l’Ancien Testament. Surtout dans les livres prophétiques. Dieu consolera son peuple proclame le prophète Isaïe : « Consolez, consolez mon peuple, dit votre Dieu, parlez au cœur de Jérusalem et criez-lui que son service est accompli, que sa faute est expiée » (Is. 40:1-2).  Dieu est force et réconfort. Il n’abandonne pas son peuple.

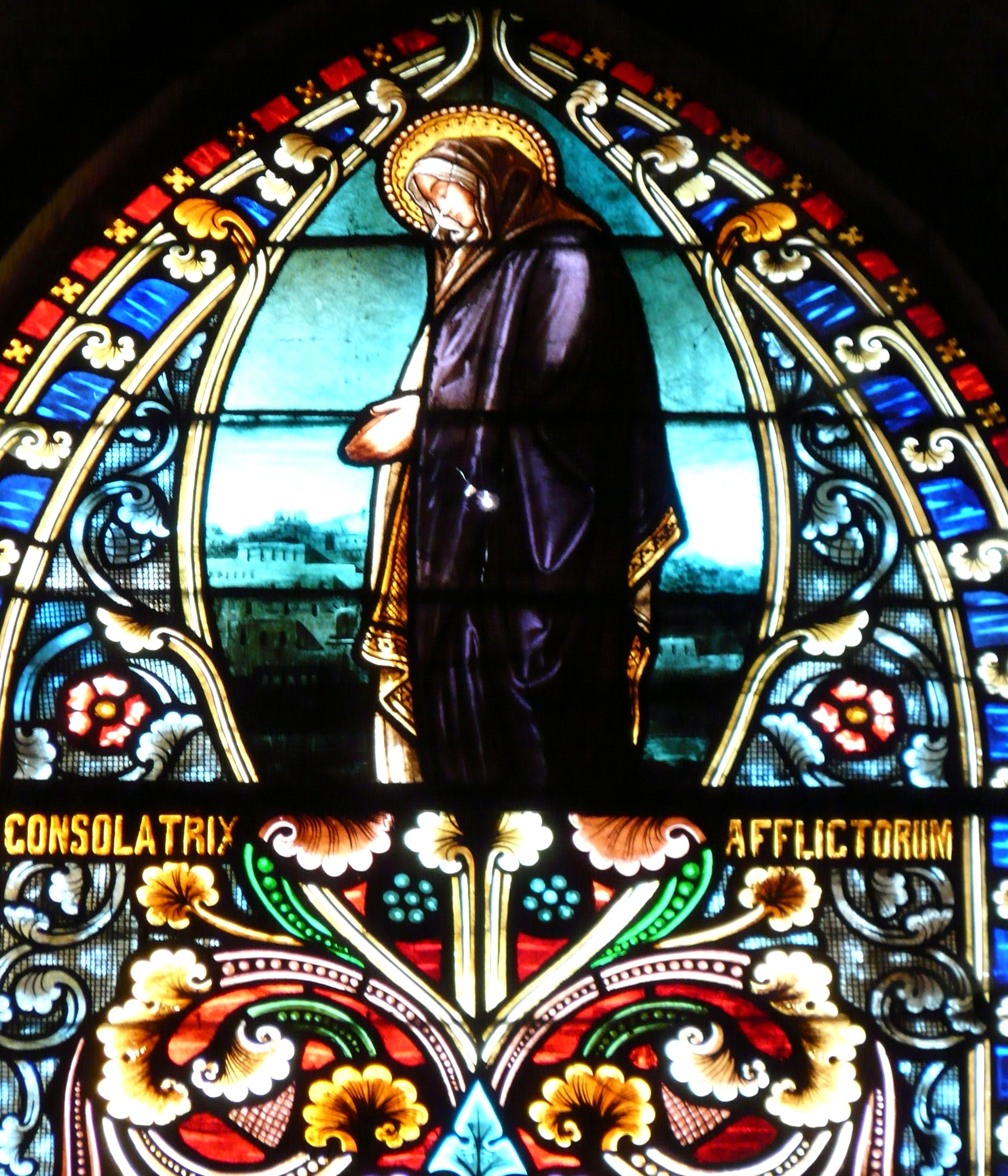
Vitrail de l'église d'Excideuil, en Dordogne.

Dans le Nouveau Testament, Siméon, « le vieillard juste et pieux » du Temple de Jérusalem qui attendait la « Consolation d’Israël » (Lc 2:25), reconnait son arrivée en l’enfant Jésus présenté au Temple par ses parents. Le même Siméon annonce à Marie peu après : « Toi-même un glaive te transpercera l’âme » (Lc 2:35). Ce sera Notre-Dame des (sept) douleurs’. Être la mère du Messie divin ne l’empêchera pas de rejoindre l’immense cohorte des "affligés de la terre". Son affliction, quatrième douleur, culmine au pied de la croix lorsque, avant sa mort, Jésus lui dit, désignant son disciple bien-aimé : « Femme, voici ton fils ». Et au disciple : « Voici ta mère » (Jn 19:27). La mère de Jésus devient mère de tous les disciples, partageant leurs « afflictions ».
Mère des affligés, Marie est pleine de compréhension et tendresse parce que, elle-même, est passée par là. Elle est témoin et servante de la Consolation que Dieu a promise à son peuple, même dans les situations humainement désespérées, là où Dieu semble absent. 
Tout naturellement la foi et la tendresse de Marie nous conduisent à son Fils. Marie conduit ceux qui l’invoquent - « Consolatrice des affligés » - à gouter à la miséricorde, tendresse et consolation qui vient du Père, dont le premier don consolateur est son Fils Jésus. Avec Paul qui écrit aux chrétiens de Corinthe, Marie peut dire : « Béni soit Dieu, le Père de notre Seigneur Jésus Christ, le Père des miséricordes et le Dieu de toute consolation, qui nous console dans toutes nos détresses, pour nous rendre capables de consoler tous ceux qui sont en détresse, par la consolation que nous-mêmes recevons de Dieu » (2 Cor 1:3-4).   

## Histoire

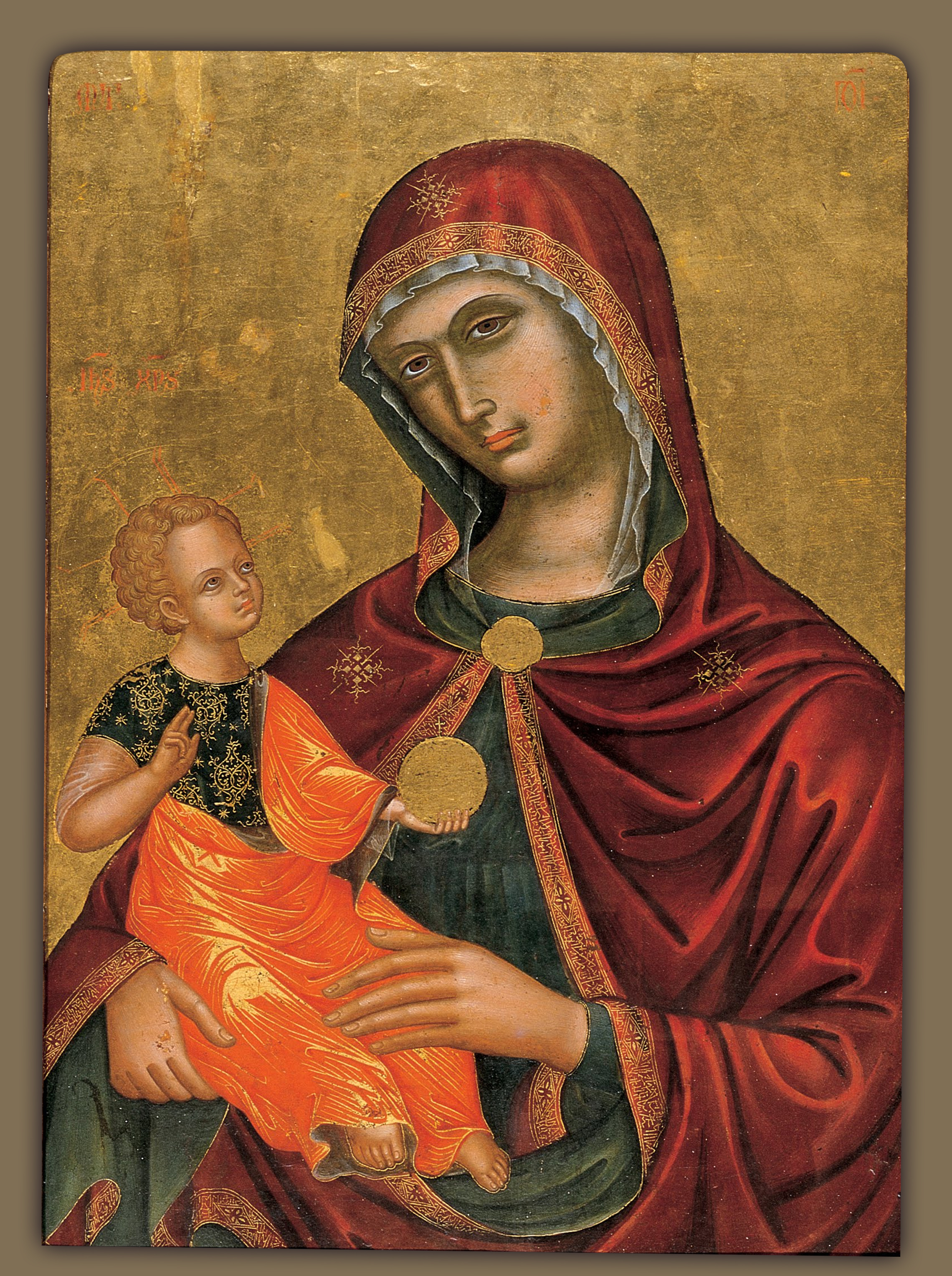
Mère de Consolation, icône d'un anonyme crétois de la fin du XVe siècle.

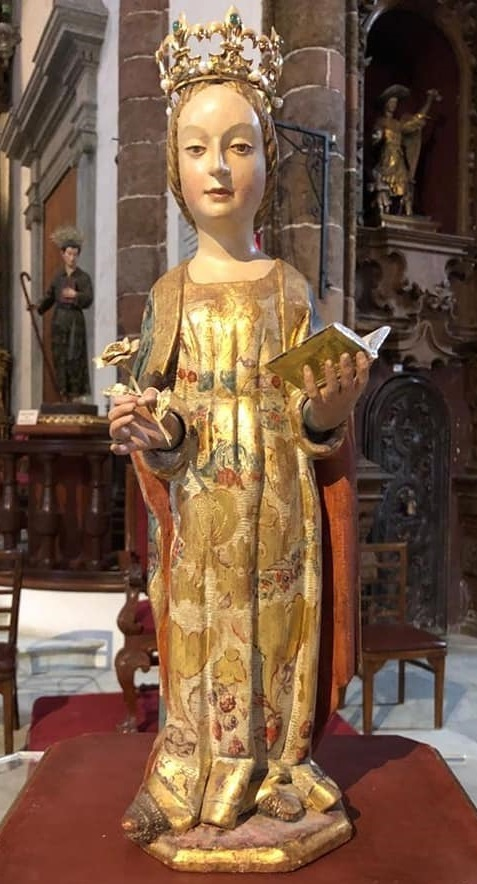
Image originale de la Vierge de Consolation, patronne historique de Santa Cruz de Tenerife.

### Premières invocations
Le titre "Consolatrice" se trouve déjà dans des prières mariales très anciennes, Marie est notamment invoquée sous le titre « Consolatrice des affligés » durant de longs siècles, en Afrique du Nord, pendant la « traite des blancs », capturés lors de razzias sur les côtes d'Europe méridionale et réduits en esclavage par les musulmans à partir du VIIe siècle.
En l'an 1112, un sanctuaire est dédié à Marie-Consolatrice dans le Sud-Ouest de la France: Notre Dame de Verdelais. On trouve ce vocable également en Italie (à Turin : la « Consolata ») dès 1420, lors d’une épidémie de choléra. La dévotion passe en Suisse, à Sion.

### à Luxembourg
Un pèlerinage à Marie, Consolatrice-des-affligés, voit le jour en 1624 au collège des Jésuites de Luxembourg durant une période d'errements et de schisme, de peste et de guerre. Les pères jésuites la promeuvent dans le duché de Luxembourg et diocèse de Trèves. Nombre de chapelles sont dédiées à la Consolatrice-des-Affligés (dont Torgny). Lorsque l’église des Jésuites devient la cathédrale du diocèse de Luxembourg, en 1848, celle-ci – qui avait été dédiée à saint Pierre au début du XIXe siècle -  reprend l'ancien titre de « Notre-Dame, Consolatrice des Affligés ». Les pèlerinages y reprennent au XIXe siècle. Au Grand-duché de Luxembourg le pèlerinage marial du mois de mai est devenu un « pèlerinage national ».

### Ailleurs
- Une copie de l'image de la Consolatrice des Affligés (de Luxembourg) fut introduite à Kevelaer (Rhénanie du Nord) en 1656. Comme à Luxembourg la première chapelle se développa en sanctuaire qui prit une grande importance par le nombre de ses pèlerins. Au XXe siècle la dévotion se développa en Afrique-du-Sud (par l'intermédiaire d'un missionnaire originaire de Kevelaer). Ainsi la Vierge Marie est invoquée sous ce vocable au Natal (depuis 1947).
- Un sanctuaire ouvre à Werl, Rhénanie du Nord Wesphalie, en 1661
- Un sanctuaire dédié à Notre-Dame, Consolatrice des Affligés, a été construit à Carey (Ohio) aux États-Unis. Le 24 mai 1875 une réplique de la statue de Luxembourg y est installée en grande pompe. L’église, devenue basilique et « sanctuaire national », est dédiée à Notre-Dame de la Consolation. Il se peut qu'il y ait eu l'influence des immigrés en provenance du Luxembourg.
- En Iran, la cathédrale de l'archidiocèse d'Ispahan est dédié à « Marie, Consolatrice des Affligés ». Elle se trouve à Téhéran.

### Articles liés
- Culte marial
- Liste de sanctuaires mariaux en France
- Liste de sanctuaires mariaux